# Палатово
Палатово е село в Западна България. То се намира в община Дупница, област Кюстендил.

## География
Селото се намира на 10 километра от град Дупница по магистралата за Кюстендил.

## История
„Царичина“ е местност в близост до село Палатово по поречието на река Разметаница. В землището на селото са разкрити и много артефакти още от античността. Боляринът Арон, дал началото на тка наречения Ааронов клон на Комитопулите е убит тук от Самуил, поради и което цялата тази местност с реката носи името Разметаница, явно топоним останал от тежкия сблъсък между синовете на комитата Никола.

## Население
Численост и дял на етническите групи според преброяването на населението през 2011 г.:
|                     | Численост | Дял (в %) |
| Общо                | 142       | 100,00    |
| Българи             | 138       | 97,18     |
| Турци               | 0         | 0,00      |
| Цигани              | 0         | 0,00      |
| Други               | 0         | 0,00      |
| Не се самоопределят | 0         | 0,00      |
| Неотговорили        | 4         | 2,81      |

## Културни и природни забележителности
Църквата „Свети Теодор Тирон“ – тя е единствената, която носи това име в Дупнишко. Строителството на храма започва през 1903 година и приключва през 1907 година. Земята за църквата е подарена от Христо Скоклев. Разказва се, че при строежа са зазидали сянката на един от синовете му, който наистина по-късно починал все още ерген. Стенописите в храма са от 1910 година. Църквата е реновирана през 2008 и 2009 година.

## Редовни събития
- Традиционният празник на селото е Свети Спас.